# Uwe Ampler
Uwe Ampler (n. 11 octombrie 1964, Zerbst/Anhalt, Saxonia-Anhalt, Germania) este un ciclist german, medaliat olimpic. A participat la o ediție a Jocurilor Olimpice (1988) în care a câștigat o medalie de aur.